# До 200-річчя С. Гулака-Артемовського (срібна монета)
«До 200-рі́ччя С. Гула́ка-Артемо́вського» — срібна ювілейна монета номіналом 20 гривень, випущена Національним банком України. Присвячена 200-річчю від дня народження Семена Гулака-Артемовського — українського композитора, оперного співака, блискучого актора, автора першої української опери «Запорожець за Дунаєм», яка ввійшла до золотого фонду національної музичної спадщини, а також 150-річчю від дня прем'єри цієї опери.
Монету введено до обігу 15 лютого 2013 року. Вона належить до серії «Українська спадщина».

## Опис монети та характеристики
| Номінал грн. | Метал            | Маса, г      | Діаметр, мм | Якість виготовлення       | Гурт                           | Тираж, штук |
| ------------ | ---------------- | ------------ | ----------- | ------------------------- | ------------------------------ | ----------- |
| 20           | срібло 925 проби | 62,2 / 67,25 | 50          | спеціальний анциркулейтед | гладкий із заглибленим написом | 4 000       |

### Аверс
На аверсі монети розміщено: угорі — малий Державний Герб України, напис півколом «НАЦІОНАЛЬНИЙ БАНК УКРАЇНИ», стилізовану композицію, у центрі якої зображені на тлі мечеті головні персонажі опери — Одарка та Іван Карась, на передньому плані сільський пейзаж — хати під солом'яними стріхами, тин, мальви; написи — «2013» (праворуч), «ДВАДЦЯТЬ ГРИВЕНЬ» (унизу півколом).

### Реверс
На реверсі монети в обрамленні стилізованого барокового рослинного орнаменту зображено портрет С. Гулака-Артемовського, який тримає в руці перо, праворуч від нього — герої опери Оксана й Андрій, ліворуч над лірою — жінка, яка уособлює музу співака та композитора, угорі розміщено написи — «СЕМЕН ГУЛАК-АРТЕМОВСЬКИЙ» (півколом), «200/років».

## Автори

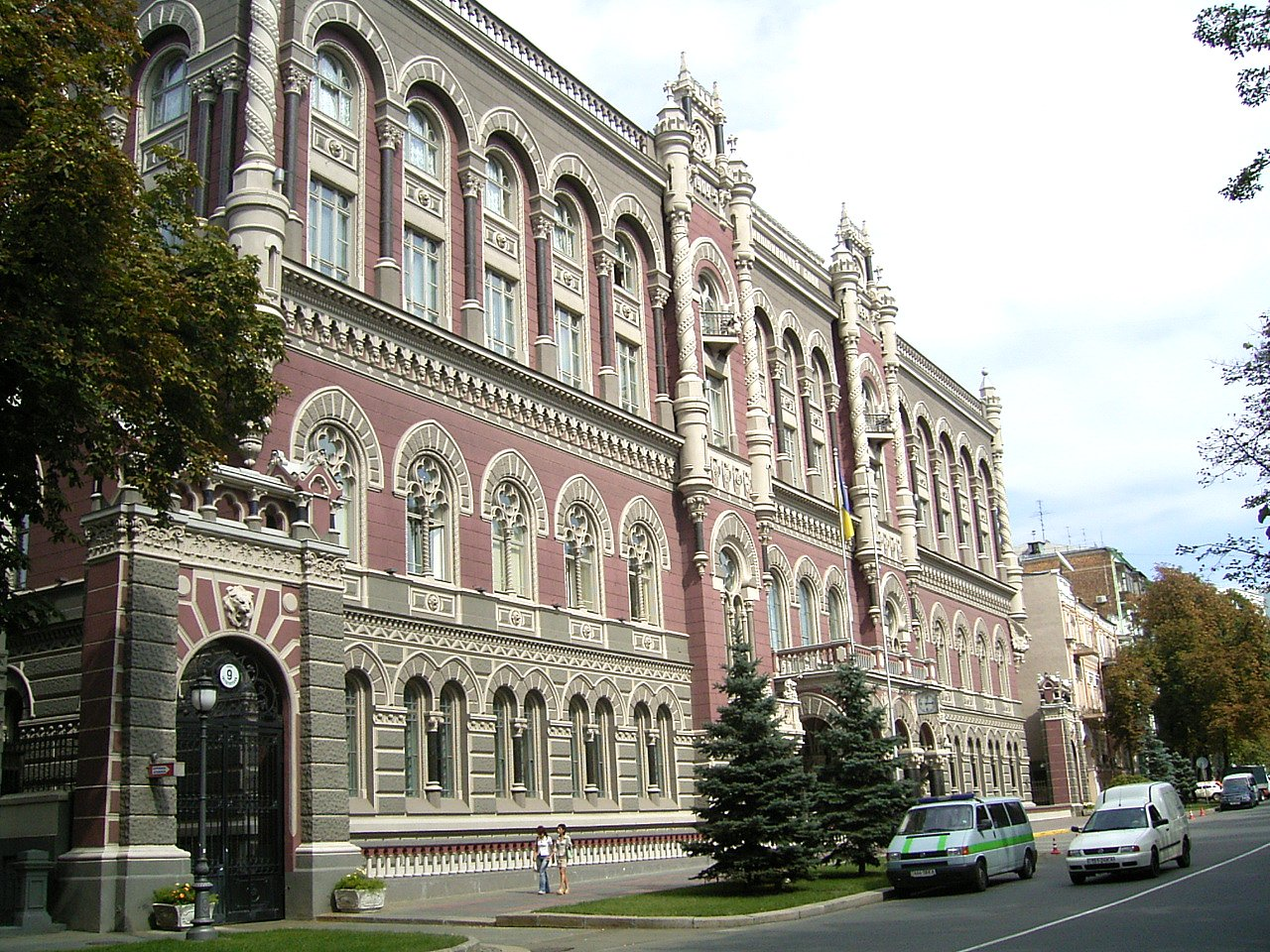
Будівля Національного банку України

- Художник — Кочубей Микола.
- Скульптори: Дем'яненко Анатолій, Дем'яненко Володимир.

## Вартість монети
Ціна монети — 1618 гривень, була вказана на сайті Національного банку України у 2016 році.
Фактична приблизна вартість монети, з роками змінювалася так:
| Рік        | 2013  | 2014  | 2015  | 2016  | 2017  | 2018  | 2019  | 2020  | 2021  | 2022  | 2023  | 2024  | 2025  |
| ---------- | ----- | ----- | ----- | ----- | ----- | ----- | ----- | ----- | ----- | ----- | ----- | ----- | ----- |
| Ціна, грн. | 1 000 | 1 000 | 1 200 | 1 200 | 1 600 | 1 600 | 1 600 | 1 500 | 2 350 | 2 500 | 4 000 | 6 500 | 6 700 |